# Izeure
Izeure település Franciaországban, Côte-d’Or megyében. Lakosainak száma 907 fő (2022. január 1.). Izeure Saulon-la-Chapelle, Saint-Nicolas-lès-Cîteaux, Aiserey, Bessey-lès-Cîteaux, Corcelles-lès-Cîteaux, Longecourt-en-Plaine és Noiron-sous-Gevrey községekkel határos.

## Népesség
A település népességének változása:
| Lakosok száma | 220  | 314  | 527  | 749  | 811  | 844  | 869  | 894  | 905  | 907  |
|               | 1968 | 1982 | 1990 | 2006 | 2013 | 2015 | 2017 | 2019 | 2020 | 2022 |